# Amina Sherif
Amina Sherif (* 17. Mai 1999 in Haan) ist eine deutsche Schachspielerin, die seit 2013 für den ägyptischen Schachverband spielt. 2015 erhielt sie von der FIDE den Titel Internationaler Meister der Frauen (WIM).

## Leben
Das Schachspielen lernte Amina Sherif von ihrem ägyptischen Vater. Sie hat zwei Staatsangehörigkeiten, die deutsche und die ägyptische.
In Deutschland nahm sie seit 2010 an den Deutschen Jugendmeisterschaften teil. Bei den Deutschen Schachmeisterschaften der Amateure spielt sie seit 2011, zum Beispiel 2015 in Brühl bei Köln, wo sie 50 Prozent in der Gruppe B holte.

## Erfolge
2013 nahm sie an der Weltmeisterschaft U14 der weiblichen Jugend teil.

2014 in Magdeburg wurde sie Dritte bei der Deutschen Meisterschaft der weiblichen Jugend U18.

Außerdem spielte sie die Solinger Stadtmeisterschaft 2014 und das Sparkassen-Open A der Dortmunder Schachtage 2014.
Vereinsschach spielt sie für die Schachgesellschaft Solingen. Außerdem ist sie als Gastspielerin im Frauenspielbetrieb aktiv. Von der Saison 2011/12 bis zur Saison 2013/14 spielte sie für den Krefelder Schachklub Turm 1851, in den Saisons 2014/15 und 2015/16 für den SV Heiden, seit der Saison 2016/17 tritt sie für TuRa Harksheide an.
Im November 2013 gewann Amina Sherif in Port Elizabeth die afrikanische Jugendmeisterschaft der Altersklasse U14 weiblich und wurde daher zum Candidate Master der Frauen (WCM) ernannt. Nachdem sie im Dezember 2014 (mit 7 Punkten aus 7 Partien) die afrikanische Jugendmeisterschaft U18 (weiblich) in Monastir gewonnen hatte, wurde ihr der Titel Internationaler Meister der Frauen (WIM) verliehen. Im April 2015 führte Amina Sherif die afrikanische Elo-Rangliste der U16 weiblich an. Bei den Frauen belegt sie in der ägyptischen Rangliste den fünften Platz, in der afrikanischen Rangliste den achten Platz. Mit der ägyptischen Frauenauswahl nahm sie an den Schacholympiaden 2016 in Baku und 2018 in Batumi sowie der Mannschaftsweltmeisterschaft 2015 in Chengdu teil.